# ペガーナの神々
『ペガーナの神々』（ペガーナのかみがみ、The Gods of Pegāna）は、アングロ・アイリッシュの作家ダンセイニ卿が1905年に委託出版した短編集である。彼の処女作であり、奇抜な作品としてではあるが好意的に評価された。ロンドン・デイリー・クロニクルのジャーナリストでもあった詩人エドワード・トマスによる批評がよく知られる。
収められた一連の短編は、ダンセイニ卿が創作した架空の地ペガーナに住まう神々の体系を共通の背景としてつながっている。続編として短編集『時と神々』、および『ヴェレランの剣』『三半球物語』所収の数編がある。1919年のアメリカ人記者の取材に対して、「『ペガーナの神々』では、大洋と月について語ろうとしました。そういうことをした人を他には知りません」とダンセイニ卿は答えている。
挿絵はシドニー・サイムのもので、原版がダンセイニ城で公開されている。
単行本としてもいくつもの版があるが、バランタイン・アダルト・ファンタジーシリーズの『見知った地を越えて』（1972）や『ペガーナ全集』（1998）、ゴランツ・ファンタジー傑作選の『時と神々』（2000）などにも全編が収められている。

## 収録作
- 「はじまり」　(Preface)

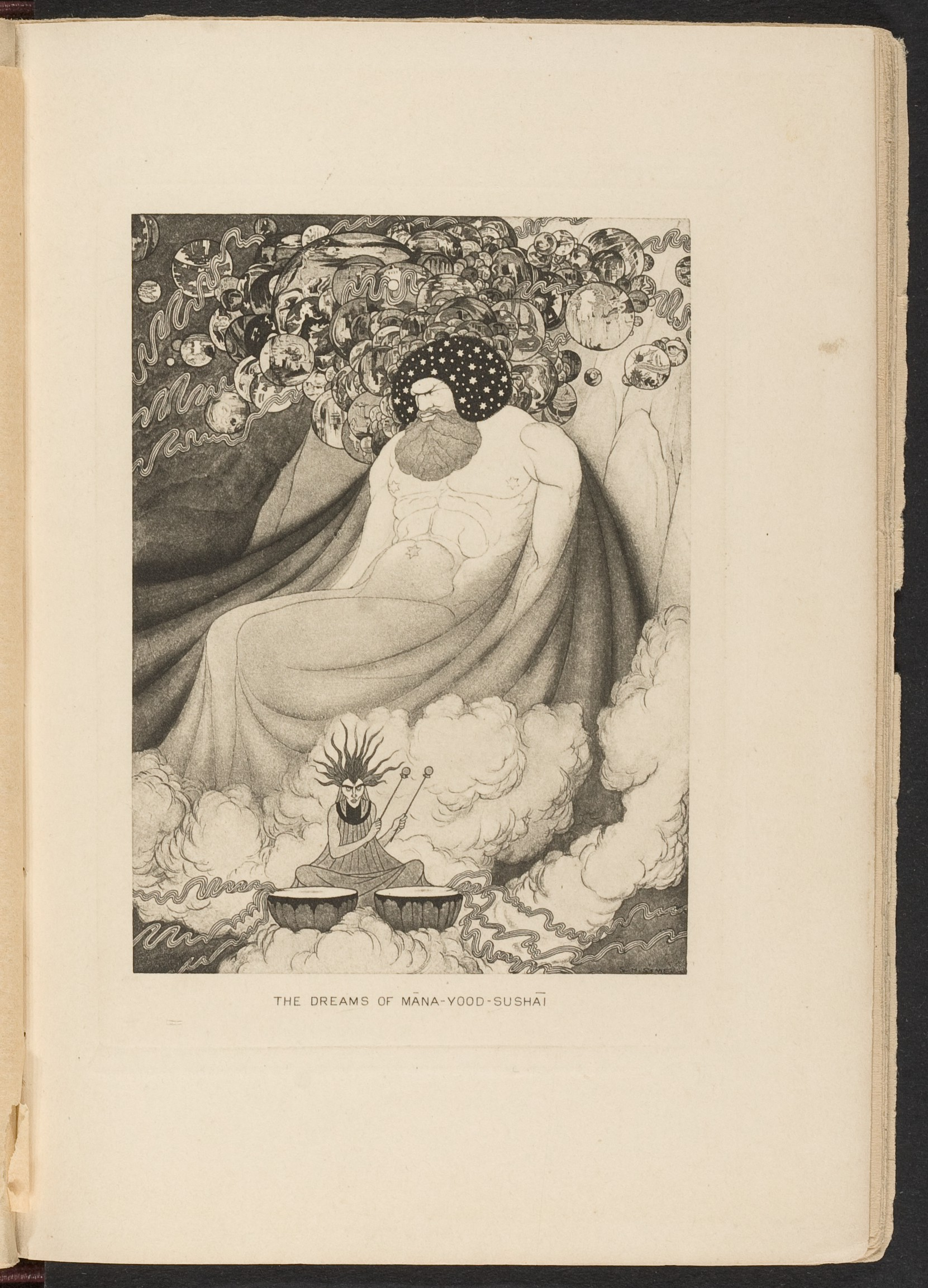
1911年版のシドニー・サイム作の挿絵

- 「ペガーナの神々」　(The Gods of Pegāna)
- 「鼓手スカアルについて」　(Of Skarl the Drummer)
- 「世界を創ること」　(Of the Making of the Worlds)
- 「神々が戯れること」　(Of the Game of the Gods)
- 「神々の讃歌」　(The Chaunt of the Gods)
- 「キブのことば」　(The Sayings of Kib)
- 「シシュについて」　(Concerning Sish)
- 「スリッドのことば」　(The Sayings of Slid)
- 「ムングの行ない」　(The Deeds of Mung)
- 「神官たちの讃歌」　(The Chaunt of the Priests)
- 「リンパン＝タンのことば」　(The Sayings of Limpang-Tung)
- 「ヨハルネト＝ラハイのこと」　(Of Yoharneth-Lahai)
- 「進行の神ルウンのこと　および千の地神に寄せて」　(Of Roon, the God of Going)
- 「地神の叛乱」　(The Revolt of the Home Gods)
- 「ドロザンドのこと」　(Of Dorozhand)
- 「曠野の眼」　(The Eye in the Waste)
- 「神でも獣でもないもののこと」　(Of the Thing That Is Neither God Nor Beast)
- 「予言者ヨナス」　(Yonath the Prophet)
- 「予言者ユグ」　(Yug the Prophet)
- 「予言者アルヒレト＝ホテップ」　(Alhireth-Hotep the Prophet)
- 「予言者カボク」　(Kabok the Prophet)
- 「ユン＝イラーラが海辺で出会った災いと、日暮れの塔の建立について」　(Of the Calamity That Befel Yūn-Ilāra by the Sea, and of the Building of the Tower of the Ending of Days)
- 「神がみはなぜシディスを引き裂いたか」　(Of How the Gods Whelmed Sidith)
- 「どうしてイムバウンはアラデックの地でただひとりをのぞくすべての神がみの予言者になったか」　(Of How Imbaun Became High Prophet in Aradec of All the Gods Save One)
- 「どうしてイムバウンはゾドラクに出会ったのか」　(Of How Imbaun Met Zodrak)
- 「ペガーナ」　(Pegāna)
- 「イムバウンのことば」　(The Sayings of Imbaun)
- 「どうしてイムバウンは王に死のことを語ったか」　(Of How Imbaun Spake of Death to the King)
- 「オオドについて」　(Of Ood)
- 「川」　(The River)
- 「運命の鳥と終末の日」　(The Bird of Doom and the End)

## 登場する神々

### マアナ＝ユウド＝スウシャイ
マアナ＝ユウド＝スウシャイ（MANA-YOOD-SUSHAI）はペガーナの神々の主神である。彼はほかの神々の一切を創造し、その後に眠りについた。彼が目覚める時、「もういちど新らしい神がみと世界とを創ったあと、まえにあった神がみをぜんぶこわしてしまうにちがいない」とされる。人々は「マアナ＝ユウド＝スウシャイに祈りをささげたりはせず、かれが創りだしたちいさき神がみにだけ、みんなの希いを寄せる」のであり、ちいさき神々だけがマアナ＝ユウド＝スウシャイに祈りを捧げる。
MANA-YOOD-SUSHAIは作中では大文字で記述されており、他の神々と区別されている。

### 鼓手スカアル
マアナ＝ユウド＝スウシャイが神々とスカアルを創り出したのち、スカアル（Skarl）は太鼓を作って打ち鳴らすと、マアナ＝ユウド＝スウシャイは眠りに落ちた。スカアルは永久に太鼓を打ち鳴らす。なぜなら「もしかれが手を休めれば、そのとたんマアナ＝ユウド＝スウシャイがカッと眼をひらき、大地と神がみはあとかたも残らずに消えてしまう」からである。

### ちいさき神々
ペガーナには、マアナ＝ユウド＝スウシャイが創り出した数多くの神々がおり、ちいさき神々と呼ばれる。
- キブ（Kib）：世界のすべてのものに生命をもたらすもの
- シシュ（Sish）：時をけしかけるもの
- ムング（Mung）：ペガーナおよびこの世との境界に棲むすべての死を司るもの
- スリッド（Slid）：かれの霊は海辺に宿る
- リンパン＝タン（Limpang-Tung）：愉悦と吟遊詩人たちの神
- ヨハルネト＝ラハイ（Yoharneth-Lahai）：小さな夢とまぼろしの神
- ルウン（Roon）：進行および千の地神の神
- ドロザンド（Dorozhand）：かれの眼は終末を見つめる
- フウドラザイ（Hoodrazai）：曠野の眼
- シラーミ（Sirami）：忘れ去られるものすべてをつかさどる王
- モサアン（Mosahn）：運命の鳥
- グリムボル（Grimbol）・ゼエボル（Zeebol）・トレハゴボル（Trehagobol）：ほかのあらゆる峰々を抜きん出るようにそびえる孤高の三連山

### 千の地神
ペガーナではなく地上に住まう、ちいさき神々よりも弱い神格を地神（home gods）という。作中では「千の地神」「炉端にすわり、火の番をする小さき神がみ」と呼ばれ、以下の名前が登場する。
- ピツウ（Pitsu）：猫を撫でている
- ホビト（Hobith）：犬を宥めている
- ハバニア（Habaniah）：燃える焚き木の王
- ザムビブウ（Zumbiboo）：灰燼の王
- グリバウン（Gribaun）：木々を灰に変える火のただなかに座っている
- キルウルウグング（Kilooloogung）：立ちのぼる烟をつかさどる神
- ジャビム（Jabim）：毀れたものの王
- トリブウギイ（Triboogie）：黄昏の王
- ヒッシュ（Hish）：沈黙の神
- ウウウン（Wohoon）：夜の騒めきの王
- エイメス（Eimes）・ザネス（Zanes）・セガストリオン（Segastrion）：平原の三本の河の王
- ウムブウル（Umbool）：旱魃の神
- アラクセス（Araxes）・ザドラス（Zadres）・ハイラグリオン（Hyraglion）：南の星座
- インガジ（Ingazi）・ヨオ（Yo）・ミンド（Mindo）：北の星座

### 神でも獣でもないものトログウル
トログウル（Trogool）は宇宙の南の果てにいる謎の存在であり、現在過去未来のあらゆる事々が書かれた巨大な本を毎日毎日世界の終わりまで繰り続ける役目を持っている。黒いページを開けば世界に夜が訪れ、白いページを開けば昼となる。トログウルは祈りに応えることはない。めくられたページが戻ることは、トログウルによってもほかの誰によってもない。
トログウルは「神がみの背後に座るもの」といわれ、彼が繰る本は万物の運行表という。

## 受容
ニューヨーク・タイムズの批評家ジョン・コービンは、「創造した独自のオリュンポスに神々を住まわせようとする試みだ。神々が持つ個性や人々の命に及ぼすその力が鋭く想起され視覚化されている。わたしの思うところ、（この作品はダンセイニ卿の）自叙伝であって、それが強く無意識のものであるがゆえにいっそう自己開示的だ」と評し、「このペガーナの神々の聖典は、想像力の結晶として実に驚くべきものだ」と締めくくっている。
ガーン・ウィルソンは、「まったく皮肉のきいたファンタジーを驚くほどの一貫性をもって完成させており、今後打ち破られることはないだろう。欽定訳聖書の英語と、イェイツ的な統語法、シェヘラザードのごとき想像力を初めて混ぜ合わせたこの本は、不出来な崇拝者に痛みを与えて楽しむ華々しいほど残酷で驚くほど愚かな狂った神々の住まう不吉なヴァルハラへと読者を誘う」と述べて『ペガーナの神々』を称賛した。E・F・ブライラーによる「説得力ある別の宇宙観を見事に作り上げた」との評もある。
S・T・ヨシは、ダンセイニ卿が『ペガーナの神々』を執筆中にニーチェを読んでいたことに触れ、「新たな世界を作り出すというファンタジーの本義を実体化した」と述べ、「ダンセイニは、まったく新しい宇宙起源論を創り出し、例えば先行するウィリアム・ベックフォードの『ヴァセック』とかウィリアム・モリスの中世ファンタジーなどが作ってきた道をまた一歩前に進めたのだ。ダンセイニは自身の哲学的偏愛をもってこの新世界を具現化したが、非常に華やかで刺激的な散文詩の中に表現されたこの偏愛こそがまったく現代的で、急進的ですらある」とした。

## 邦訳
- ハヤカワ文庫FT『ペガーナの神々』1979
- 河出文庫『時と神々の物語』2005